# Valkjärvi (sjö i Kouvola, Kymmenedalen, 60,96 N, 26,98 Ö)
Valkjärvi är en sjö i kommunen Kouvola i landskapet Kymmenedalen i Finland. Sjön ligger 85,3 meter över havet. Arean är 57 hektar och strandlinjen är 4,32 kilometer lång. Sjön  ingår i Kymmene älvs huvudavrinningsområde.   Den ligger omkring 54 km norr om Kotka och omkring 140 km nordöst om Helsingfors. 